# Liste der Monuments historiques in Quérénaing
Die Liste der Monuments historiques in Quérénaing führt die Monuments historiques in der französischen Gemeinde Quérénaing auf.

## Liste der Objekte
| Bezeichnung                          | Beschreibung                             | Standort                  | Kennzeichnung | Schutzstatus | Datum | Bild |
| ------------------------------------ | ---------------------------------------- | ------------------------- | ------------- | ------------ | ----- | ---- |
| Skulptur Christus am Kreuz           | Holz, polychrom gefasst, 18. Jahrhundert | in der Kirche St-Landelin | PM59006227    | Inscrit      | 1986  |      |
| Altarkreuz                           | Holz, vergoldet, 18./19. Jahrhundert     | in der Kirche St-Landelin | PM59006224    | Inscrit      | 1986  |      |
| Taufbecken                           | Sandstein, 1569                          | in der Kirche St-Landelin | PM59006226    | Inscrit      | 1986  |      |
| Skulptur Madonna mit Kind            | Holz, vergoldet, 19. Jahrhundert         | in der Kirche St-Landelin | PM59006225    | Inscrit      | 1986  |      |
| Reliquienbüste des heiligen Landélin | Holz, polychrom gefasst, 18. Jahrhundert | in der Kirche St-Landelin | PM59006228    | Inscrit      | 1986  |      |